# Ковган Олександр Олександрович
Олександр Олександрович Ковган (нар. 14 вересня 1982) — український футболіст, який грав на позиції нападника. Відомий за виступами у низці українських клубів різних ліг, найбільш відомий за виступами за кіровоградську «Зірку» у вищій українській лізі.

## Кар'єра футболіста
Олександр Ковган розпочав займатися футболом у СДЮШОР «Металург» у Запоріжжі. З 1998 року він залучався до ігор другої команди «Металурга» в другій українській лізі. Узимку 2001 року головний тренер запоріжців Мирон Маркевич взяв Ковгана на збір із основною командою клубу, проте й надалі футболіст грав виключно за другу команду. Ковган грав у другій команді «Металурга» до кінця 2003 року, зігравши у другій лізі 104 матчі, проте так і не зіграв у головній команді клубу. На початку 2004 року президент клубу Віктор Межейко заявив, що Олександр Ковган буде шукати собі нову команду. У зимове міжсезоння Ковган перейшов до складу іншої команди вищої ліги — кіровоградську «Зірку», в якій і дебютував у вищому дивізіоні українського футболу 14 березня 2004 року в грі з «Чорноморцем». Проте він не став гравцем основи «Зірки», й, зігравши лише 10 матчів у чемпіонаті, залишив команду.
Улітку 2004 року Олександр Ковган став гравцем команди другої ліги ПФК «Олександрія», проте й у цій команді він грав лише півроку, і з початку 2005 року став гравцем першолігової команди МФК «Миколаїв». За півроку миколаївці вилетіли з першої ліги, і Ковган продовжив виступи за клуб уже в другій лізі. На початку 2006 року футболіст став гравцем першолігового «Борисфена», але влітку залишив клуб.
Улітку 2006 року Олександр Ковган стає гравцем команди першої ліги «Волинь» з Луцька, дебютував у новій команді в матчі 1/32 фіналу Кубка України з долинським «Нафтовиком». Проте в чемпіонаті футболіст зіграв лише 2 матчі, та невдовзі покинув команду, ставши гравцем аматорського клубу «Електрометалург-НЗФ». У команді Ковган грав до кінця 2007 року, а пізніше перейшов до друголігової команди «Комунальник» з Луганська. Разом із командою Ковган здобув путівку до першої ліги, проте невдовзі після виходу команди до вищого за рівнем дивізіону команда припинила існування і знялась із чемпіонату. Після розформування луганської команди футболіст повернувся до «Електрометалурга».
У 2011 році Олександр Ковган став гравцем аматорської команди «Реал» із Ялти, пізніше грав також за команду «Шахтар» з Ялти. У 2014 році футболіст повернувся до Запоріжжя, де грав за аматорський клуб «Россо Неро». Пізніше футболіст повернувся до Криму, де грав у створеному російськими окупантами клубі «Ялта» з однойменного міста.

## Виступи за збірні
Олександр Ковган залучався до складу юнацької збірної України віком гравців до 19 років. Усього на юнацькому рівні футболіст зіграв у складі збірних 7 матчів, у яких відзначився 2 забитими м'ячами.